# Alasdair Gray
Alasdair James Gray (28. prosince 1934 Glasgow - 29. prosince 2019 Glasgow) byl skotský spisovatel. Proslavil se zejména svým prvním románem Lanark (1981). Britský deník The Guardian ho zařadil mezi sto nejvýznamnějších románů všech dob. Jeho beletristická díla kombinují realismus, fantasy a sci-fi, bývají řazena k postmodernismu a srovnávána se styly Franze Kafky, George Orwella, Jorge Luise Borgese či Itala Calvina. Typickým jejich rysem jsou rozsáhlé vysvětlovací poznámky pod čarou. Své knihy si sám ilustroval. Kromě knižních ilustrací maloval také portréty a nástěnné malby, jedna z nich se nachází na stanici metra Hillhead v Glasgow. Gray byl skotský nacionalista a republikán, podporoval skotskou samostatnost.

### Romány
- Lanark (1981)
- 1982, Janine (1984)
- The Fall of Kelvin Walker (1985)
- Something Leather (1990)
- McGrotty and Ludmilla (1990)
- Poor Things (1992)
- A History Maker (1994)
- Mavis Belfrage (1996)
- Old Men In Love (2007)

### Sbírky povídek
- Unlikely Stories, Mostly (1983)
- Lean Tales (1985)
- Ten Tales Tall & True (1993)
- The Ends of Our Tethers: 13 Sorry Stories (2005)
- Every Short Story by Alasdair Gray 1951-2012 (2012)

### Divadelní hry
- A Gray Play Book (2009)
- Fleck (2011)

### Česká vydání
- Něco z kůže, Praha, Argo 1999 (překlad Tomáš Hrách)
- Lanark: život ve čtyřech knihách, Praha, Argo 2002 (překlad Barbora Punge Puchalská)